# Grandes de la Liga Nacional de Básquet

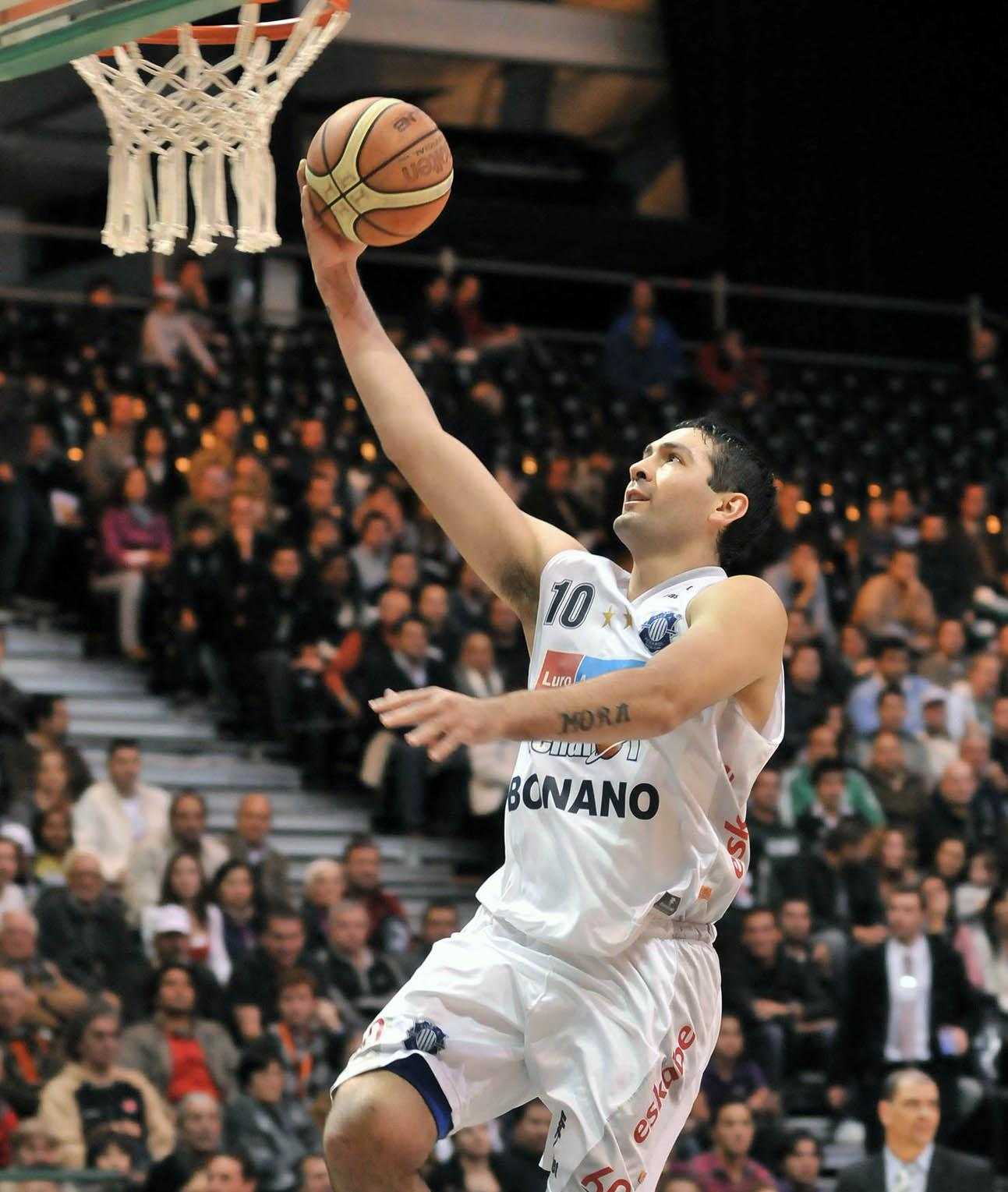
Leonardo Gutiérrez logró el campeonato con 3 de los «grandes»: Atenas, Boca Juniors y Peñarol.

Los llamados «grandes de la liga nacional de básquet» son tradicionalmente los clubes Ferro Carril Oeste, Atenas de Córdoba y Boca Juniors. En adición a estos últimos también se incluye a Peñarol de Mar del Plata a raíz de la gran cosecha de títulos obtenidos por el conjunto milrayitas durante el periodo 2006-2014.

## Historia
El origen de la denominación «grandes de la liga nacional de básquet» surge de la conjunción de los equipos considerados como tal, por parte de la prensa deportiva,
Esta es una denominación que se ve contrastada en el fútbol con la de los «cinco grandes del fútbol argentino», dado que son pocos los equipos que se vuelven «históricos» (por diversas causas) en la Liga Nacional y no existe consenso sobre cuáles deberían ser los criterios a tener en consideración para establecer si un equipo puede o no ser considerado grande. Y la mayor o menor importancia que se conceda a uno u otro factor suele ser materia de discusión entre los simpatizantes. Los factores que se han mencionado como relevantes son: La cantidad de títulos oficiales Nacionales e Internacionales obtenidos, el número de temporadas participadas en la Liga Nacional, su popularidad y concurrencia entre otros.

## Los clásicos
Desde el inicio de la Liga Nacional de Básquet en 1985, Atenas de Córdoba y Ferro Carril Oeste fueron los primeros animadores del certamen, disputándose entre ellos tres finales, en 1985, 1987 y 1989. A pesar de que debido al descenso de Ferro a la segunda categoría en 2004 dicha rivalidad se fue apaciguando, el duelo que disputan entre ambos es considerado por la prensa deportiva como un «clásico histórico».
A finales de la década del 90 principios del 2000, los dos clubes mejores ubicados económicamente eran Atenas de Córdoba y Boca Juniors, llegando a disputar entre ellos dos finales de liga nacional, en 1997-98 y 2002-03, dos finales de copa argentina y una final de Torneo Top 4. A pesar de la creciente rivalidad entre ambos clubes, la misma no llegó a trascender al nivel de un clásico, algo parecido a lo que sucedería entre Boca Juniors y Peñarol de Mar del Plata, cuando en la temporada 2006-07 llegaron a disputar entre ambos tres finales, una por Copa Argentina y Torneo Súper 8 y otra por final de liga nacional.
Sin lugar a duda la rivalidad más fuerte se dio entre Peñarol de Mar del Plata y Atenas de Córdoba, cuando ambos equipos llegaron a disputar dos finales de Súper 8 y tres finales de liga nacional consecutivas, en la 2008-09, 2009-10 y 2010-11, algo que no había sucedido antes en la historia de la liga nacional de básquet, otra razón que acrecentó la rivalidad entre los hinchas fue el fichaje de Leonardo Gutiérrez al milrayitas, luego de haber finalizado la temporada pasada campeón con Atenas, algo que los griegos no perdonaron y se lo hicieron sentir al cebador en cada partido de la final. A su vez ambos son los dos clubes más laureados del país, en conjunto suman haber ganado 14 de las 41 temporadas de la liga nacional disputadas, es por eso, entre otras cuestiones, que el encuentro entre ambos es considerado un clásico, a pesar de que en los últimos años, la rivalidad haya disminuido a raíz de la situación deportiva actual en la que se encuentran ambos clubes.

## Historial de enfrentamientos
|  | Supera al rival en el historial general          |
|  | Es superado por el rival en el historial general |
|  | Historial igualado                               |

- Actualizado a la Temporada 2023-24.

| Rival        | PJ  | PG  | PP  | Dif |
| ------------ | --- | --- | --- | --- |
| Peñarol      | 108 | 56  | 52  | 4   |
| Boca Juniors | 92  | 57  | 35  | 22  |
| Ferro        | 90  | 51  | 39  | 12  |
| Total        | 290 | 164 | 126 | 38  |

| Rival        | PJ  | PG  | PP  | Dif |
| ------------ | --- | --- | --- | --- |
| Atenas       | 108 | 52  | 56  | -4  |
| Boca Juniors | 133 | 62  | 71  | -9  |
| Ferro        | 63  | 36  | 27  | 9   |
| Total        | 304 | 150 | 154 | -4  |

| Rival   | PJ  | PG  | PP  | Dif |
| ------- | --- | --- | --- | --- |
| Atenas  | 92  | 35  | 57  | -22 |
| Peñarol | 133 | 71  | 62  | 9   |
| Ferro   | 75  | 48  | 27  | 21  |
| Total   | 300 | 154 | 146 | 8   |

| Rival        | PJ  | PG | PP  | Dif |
| ------------ | --- | -- | --- | --- |
| Atenas       | 90  | 39 | 51  | -12 |
| Peñarol      | 63  | 27 | 36  | -9  |
| Boca Juniors | 75  | 27 | 48  | -21 |
| Total        | 228 | 93 | 135 | -42 |

- Fuentes:
  -  Desde 2011/2012: Estadísticas en Basquetplus.

## Títulos por equipo

### Títulos oficiales de competiciones de la Asociación de Clubes
De competiciones que surgieron a partir de la creación y disputa de la primera Liga Nacional de Básquet y los torneos de competiciones organizadas por la Asociación de Clubes de Básquetbol, no incluye torneos de carácter amistoso o simbólicos.
| Pos. | Club                     | Liga Nacional de Básquet | Copa de Campeones | Torneo Top 4 | Copa Argentina | Torneo Súper 8 | Copa Desafío | Torneo InterLigas | Supercopa de La Liga | Copa Súper 20 | Total |
| ---- | ------------------------ | ------------------------ | ----------------- | ------------ | -------------- | -------------- | ------------ | ----------------- | -------------------- | ------------- | ----- |
| 1    | Atenas de Córdoba        | 9                        | 2                 | 1            | 1              | 1              | 0            | 0                 | 0                    | 0             | 14    |
| 2    | Peñarol de Mar del Plata | 5                        | 0                 | 0            | 1              | 4              | 2            | 2                 | 0                    | 0             | 14    |
| 3    | Boca Juniors             | 5                        | 0                 | 1            | 5              | 0              | 0            | 0                 | 1                    | 1             | 13    |
| 4    | Ferro Carril Oeste       | 3                        | 0                 | 0            | 0              | 0              | 0            | 0                 | 0                    | 0             | 3     |

### Títulos oficiales de competiciones de la Confederación Argentina de Básquetbol
Aunque la primera liga nacional de básquet comenzó a disputarse en 1985, ya existía anteriormente el Campeonato Argentino de Clubes, dicho torneo era organizado por la Confederación Argentina de Básquetbol que constaba de competencias locales, luego provinciales, hasta, finalmente, la competencia nacional. De los llamados «grandes», Ferro Carril Oeste, Peñarol de Mar del Plata y Boca Juniors son los equipos que ganaron este certamen.
| Pos. | Club                     | Campeonato Argentino de Clubes | Total |
| ---- | ------------------------ | ------------------------------ | ----- |
| 1    | Peñarol de Mar del Plata | 1                              | 1     |
| 2    | Boca Juniors             | 1                              | 1     |
| 3    | Ferro Carril Oeste       | 1                              | 1     |
| 4    | Atenas de Córdoba        | 0                              | 0     |

### Tabla sumatoria de títulos oficiales de competiciones nacionales
Con relación a la sumatoria de títulos oficiales de Liga Nacional, Copa de Campeones, Torneo Top 4, Torneo Super 8, Copa Desafío, Torneo Interligas, Supercopa de La Liga y Copa Súper 20 obtenidas por los «grandes» desde el inicio de la Liga Nacional, incluyendo el Campeonato Argentino de Clubes, hasta la actualidad:
| Pos. | Club                     | AdC | CABB | Total |
| ---- | ------------------------ | --- | ---- | ----- |
| 1    | Peñarol de Mar del Plata | 14  | 1    | 15    |
| 2    | Atenas de Córdoba        | 14  | 0    | 14    |
| 3    | Boca Juniors             | 13  | 1    | 14    |
| 4    | Ferro Carril Oeste       | 3   | 1    | 4     |

### Tabla de títulos oficiales de competiciones CONSUBASQUET
| Pos. | Club                     | Campeonato Sudamericano de Clubes | Campeonato Panamericano de Clubes | Total |
| ---- | ------------------------ | --------------------------------- | --------------------------------- | ----- |
| 1    | Atenas de Córdoba        | 2                                 | 1                                 | 3     |
| 2    | Boca Juniors             | 3                                 | 0                                 | 3     |
| 3    | Ferro Carril Oeste       | 3                                 | 0                                 | 3     |
| 4    | Peñarol de Mar del Plata | 0                                 | 0                                 | 0     |

### Tabla de títulos oficiales de competiciones FIBA
| Pos. | Club                     | Liga Sudamericana de Clubes | Liga de Las Américas | Total |
| ---- | ------------------------ | --------------------------- | -------------------- | ----- |
| 1    | Atenas de Córdoba        | 3                           | 0                    | 3     |
| 2    | Peñarol de Mar del Plata | 0                           | 2                    | 2     |
| 3    | Boca Juniors             | 0                           | 0                    | 0     |
| 4    | Ferro Carril Oeste       | 0                           | 0                    | 0     |

### Tabla sumatoria de títulos oficiales de competiciones Internacionales
Con relación a la sumatoria de títulos oficiales de Campeonato Sudamericano de Clubes Campeones, Campeonato Panamericano de Clubes, Liga Sudamericana de Clubes y Liga de las Américas obtenidas por los «grandes» hasta la actualidad:
| Pos. | Club                     | CONSUBÁSQUET | FIBA | Total |
| ---- | ------------------------ | ------------ | ---- | ----- |
| 1    | Atenas de Córdoba        | 3            | 3    | 6     |
| 2    | Boca Juniors             | 3            | 0    | 3     |
| 3    | Ferro Carril Oeste       | 3            | 0    | 3     |
| 4    | Peñarol de Mar del Plata | 0            | 2    | 2     |

### Tabla sumatoria de títulos oficiales totales
Con relación a la sumatoria de títulos oficiales de competiciones organizas por la Asociación de Clubes, Confederación Argentina de Básquet, CONSUBASQUET y FIBA obtenidas por los «grandes» hasta la actualidad:
| Pos. | Club                     | Competiciones nacionales | Competiciones internacionales | Total |
| ---- | ------------------------ | ------------------------ | ----------------------------- | ----- |
| 1    | Atenas de Córdoba        | 14                       | 6                             | 20    |
| 2    | Peñarol de Mar del Plata | 15                       | 2                             | 17    |
| 3    | Boca Juniors             | 14                       | 3                             | 17    |
| 4    | Ferro Carril Oeste       | 4                        | 3                             | 7     |

1. ↑  Incluye el Campeonato Argentino de Clubes organizado por la Confederación Argentina de Básquetbol.
2. ↑  Incluye el Campeonato Argentino de Clubes organizado por la Confederación Argentina de Básquetbol.
3. ↑  Incluye el Campeonato Argentino de Clubes organizado por la Confederación Argentina de Básquetbol.

## Temporadas en la Liga Nacional
Desde su creación hasta la temporada actual, se han disputado 41 ediciones de la Liga Nacional de Básquet, siendo Peñarol el único equipo que desde su ascenso a la «Liga A» en 1987 ha disputado la máxima categoría del básquet argentino de manera ininterrumpida. A su vez, Peñarol de Mar del Plata, es el único de los llamados «grandes» que no ha descendido de categoría.
| Club         | Temporadas disputadas |
| ------------ | --------------------- |
| Atenas       | 40                    |
| Peñarol      | 38                    |
| Boca Juniors | 36                    |
| Ferro        | 30                    |

## Estadísticas históricas y récords

### Clasificación histórica
Actualizado hasta la temporada 2022-23.
| POS | Club                     | Pts  | PJ   | PG   | PP  | %V   | TF     | PRO  | TC     | PRO  |
| --- | ------------------------ | ---- | ---- | ---- | --- | ---- | ------ | ---- | ------ | ---- |
| 1   | Atenas de Córdoba        | 3049 | 1901 | 1148 | 753 | 60,3 | 163434 | 85,9 | 157365 | 82,7 |
| 2   | Boca Juniors             | 2581 | 1654 | 928  | 725 | 56,1 | 139779 | 84,5 | 136782 | 82,6 |
| 3   | Peñarol de Mar del Plata | 2564 | 1660 | 904  | 756 | 54,4 | 142620 | 85,9 | 139983 | 84,3 |
| 4   | Ferro Carril Oeste       | 1882 | 1235 | 632  | 624 | 51,1 | 106945 | 86,5 | 106729 | 86,4 |

### Máximos anotadores en la Liga Nacional
Tabla de máximos anotadores de los «grandes» en la Liga Nacional de Básquet pertenecientes a cada equipo:
| Pos | Club         | Anotadores |
| --- | ------------ | ---------- |
| 1   | Atenas       | 4          |
| 2   | Boca Juniors | 4          |
| 2   | Peñarol      | 3          |
| 4   | Ferro        | 0          |

### MVP de la Temporada de la Liga Nacional
Tabla de jugador más valioso de la temporada en la Liga Nacional de Básquet pertenecientes a cada equipo:
| Pos | Club         | MVP |
| --- | ------------ | --- |
| 1   | Atenas       | 8   |
| 2   | Peñarol      | 3   |
| 3   | Boca Juniors | 2   |
| 4   | Ferro        | 0   |

### MVP de las Finales de la Liga Nacional
Tabla de jugador más valioso de las finales de la Liga Nacional de Básquet pertenecientes a cada equipo:
| Pos | Club         | MVP |
| --- | ------------ | --- |
| 1   | Atenas       | 9   |
| 2   | Peñarol      | 5   |
| 3   | Boca Juniors | 4   |
| 4   | Ferro        | 3   |

## Tabla comparativa entre los equipos
| Datos y estadísticas                                | Atenas | Peñarol | Boca Juniors | Ferro |
| --------------------------------------------------- | ------ | ------- | ------------ | ----- |
| Fundación                                           | 1938   | 1922    | 1905         | 1904  |
| Fundación de la sección de baloncesto               | 1938   | 1947    | 1929         | 1921  |
| Temporadas en categorías de ascenso                 | 1      | 3       | 3            | 10    |
| Cantidad de descensos en Liga Nacional              | 1      | 0       | 1            | 1     |
| Debut en la Liga Nacional                           | 1985   | 1988    | 1989         | 1985  |
| Temporadas disputadas de Liga Nacional              | 40     | 38      | 36           | 30    |
| Clasificación histórica en la Liga Nacional         | 1.º    | 3.º     | 2.º          | 6.º   |
| Máximos anotadores en la Liga Nacional              | 4      | 3       | 4            | 0     |
| MVP de la Temporada en la Liga Nacional             | 8      | 3       | 2            | 0     |
| MVP de las Finales de la Liga Nacional              | 9      | 5       | 5            | 3     |
| Títulos de Liga Nacional                            | 9      | 5       | 5            | 3     |
| Títulos de competiciones de la Asociación de Clubes | 5      | 9       | 9            | 0     |
| Títulos de Campeonato Argentino de Clubes           | 0      | 1       | 1            | 1     |
| Títulos de Competiciones internacionales            | 6      | 2       | 3            | 3     |
| Total de títulos general                            | 20     | 17      | 17           | 7     |

| 1. 2. 3. 4. 5. |

## El quinto grande
A su vez, dentro del folklore del básquet existe cierta disputa entre los siguientes clubes, en orden alfabético Club Deportivo Libertad, Club Obras Sanitarias, Asociación Atlética Quimsa, Club de Regatas Corrientes y Club San Lorenzo de Almagro para saber quien es el siguiente grande.

### Tabla comparativa de títulos oficiales nacionales
| Pos. | Club        | AdC | CABB | Total |
| ---- | ----------- | --- | ---- | ----- |
| 1    | San Lorenzo | 10  | 2    | 12    |
| 2    | Quimsa      | 9   | 3    | 12    |
| 3    | Regatas     | 6   | 0    | 6     |
| 4    | Libertad    | 4   | 0    | 4     |
| 5    | Obras       | 1   | 3    | 4     |

### Tabla comparativa de títulos oficiales internacionales
| Pos. | Club        | CONSUBASQUET | FIBA | Total |
| ---- | ----------- | ------------ | ---- | ----- |
| 1    | Regatas     | 0            | 4    | 4     |
| 2    | Obras       | 0            | 3    | 3     |
| 3    | Quimsa      | 0            | 3    | 3     |
| 4    | Libertad    | 0            | 2    | 2     |
| 5    | San Lorenzo | 0            | 2    | 2     |

### Tabla sumatoria de títulos oficiales totales
| Pos. | Club        | Nacionales | Internacionales | Total |
| ---- | ----------- | ---------- | --------------- | ----- |
| 1    | San Lorenzo | 10         | 2               | 12    |
| 2    | Quimsa      | 9          | 3               | 12    |
| 3    | Regatas     | 6          | 4               | 10    |
| 4    | Obras       | 4          | 3               | 7     |
| 5    | Libertad    | 4          | 2               | 6     |

### Temporadas en la Liga Nacional
| Club        | Temporadas disputadas |
| ----------- | --------------------- |
| Obras       | 28                    |
| Libertad    | 24                    |
| Regatas     | 21                    |
| Quimsa      | 19                    |
| San Lorenzo | 12                    |